# Driveclub
Driveclub — гоночная игра, издававшаяся Sony Computer Entertainment и разработанная Evolution Studios эксклюзивно для консоли PlayStation 4. Игра была официально анонсирована в ходе пресс-конференции PlayStation 4 в феврале 2013. Релиз состоялся в октябре 2014. В Европе, помимо старта продаж игры, Driveclub также была доступна в комплекте с белой и чёрной игровой приставкой.
Игра снята с продаж 31 августа 2019 года, а сервера Driveclub были закрыты 31 марта 2020 года.

## Игровой процесс
Driveclub, в отличие от другой гоночной серии разработчиков Evolution Studios — MotorStorm, сфокусирована на профессиональных автомобильных гонках на трассе, а не по бездорожью. В игре предусмотрена возможность создавать или вступать в клубы — сообщества до 6 человек, — благодаря чему можно совместно проходить испытания и накапливать славу. Любое действие каждого члена клуба способствует лучшему результату. Окружающая среда и трассы спроектированы по реальным местам в разных уголках планеты. В Driveclub предусмотрены динамические погодные условия, которые игрок может выбирать самостоятельно, такие как дождь, снег, туман, а также ночь или день.
Есть три основных режима: турне, заезд и многопользовательская игра. В турне игрок получает возможность завершить отдельные испытания с набором целей и с конкретными для этого испытания автомобилями. В режиме заезд игрок может выбрать дополнительно один из трех режимов: дрифт, гонка и гонка на время.
В игре присутствует более 90 автомобилей, автопарк обновляется с появлением патчей, DLC и Expansion Pack.

## Рецензии и награды
| Сводный рейтинг       | Сводный рейтинг |
| Агрегатор             | Оценка          |
| --------------------- | --------------- |
| GameRankings          | 70,72 %         |
| Metacritic            | 71/100          |
| Иноязычные издания    |                 |
| Издание               | Оценка          |
| CVG                   | 8/10            |
| Destructoid           | 7,5/10          |
| Eurogamer             | 6/10            |
| Game Informer         | 7,75/10         |
| GameRevolution        | [ 14 ]          |
| GameSpot              | 5/10            |
| GamesRadar+           | [ 16 ]          |
| GameTrailers          | 8,6/10          |
| IGN                   | 7,9/10          |
| Joystiq               | [ 19 ]          |
| Polygon               | 5/10            |
| VideoGamer            | 8/10            |
| Digital Spy           | [ 22 ]          |
| The Guardian          | [ 23 ]          |
| Русскоязычные издания |                 |
| Издание               | Оценка          |
| PlayGround.ru         | 4/10            |
| Riot Pixels           | 66 %            |

| Сводный рейтинг | Сводный рейтинг |
| Агрегатор       | Оценка          |
| --------------- | --------------- |
| GameRankings    | 81,54 %         |

| Сводный рейтинг | Сводный рейтинг |
| Агрегатор       | Оценка          |
| --------------- | --------------- |
| GameRankings    | 66,22 %         |

Driveclub получила смешанные отзывы критиков. Игра получила 70,72 % на сайте GameRankings, основываясь на 55 рецензиях, и 71 из 100 на сайте Metacritic, основываясь на 85 рецензиях.